# 後藤浩
後藤 浩（ごとう ひろし、1968年7月7日 - ）は、埼玉県所沢市出身、東京都練馬区在住の競艇選手である。登録番号3497。身長161cm。血液型B型。67期。埼玉支部所属。

## 来歴
登録番号3497の67期生として1990年デビュー。当時は埼玉登録だったが、近年は東京に転居しているが埼玉支部に所属する。同期には賞金王優勝経験のある市川哲也、池千夏らがいる。2000年3月、SG・浜名湖第35回総理大臣杯においてSG初優出（5着）。

## GI優勝
- 40周年記念（1996年、桐生）
- 赤城雷神杯（1999年、桐生）
- 近松賞（2000年、尼崎）
- 競帝王決定戦（2001年、下関）
- 競艇キングカップ（2004年、児島）
- 関東地区選手権（2010年、桐生）

## 人物・エピソード
- 開会式の選手紹介では「（その土地の名前や名物）最高」と言うことが多い。